# Мозир-Північний
Мо́зир-Півні́чний (біл. Мазы́р-Паўночны), до 2024 року Мо́зир (біл. Мазы́р, Мо́зыр) — проміжна залізнична станція Гомельського відділення Білоруської залізниці на лінії Калинковичі — Словечно. Розташована у однойменному місті Мозирського району Гомельської області.

## Історія
9 листопада 1915 року, після введення в експлуатацію дільниці Жлобин — Овруч залізничної лінії Петроград — Одеса, станція стала проміжною. Новий напрямок обслуговувало побудоване тоді ж оборотне Подільське паровозне депо.

## Перспективи електрифікації
Впродовж 2018—2021 років заплановано здійснити електрифікацію білоруської ділянки від Жлобина до держкордону України (ділянка Бережесть — Коростень — Житомир — Бердичів), що дозволить запустити контейнерний поїзд «Вікінг» на електротязі до Вільнюса.

## Пасажирське сполучення
Станція Мозир обслуговує приміські пасажирські перевезення поїздами регіональних ліній економкласу сполученням Калинковичі — Словечно (щоденно).
Від/до станції Мозир курсують автобусні міські маршрути.